# Amyotrofisk lateralskleros
Amyotrofisk lateralskleros (ALS) är en neurodegenerativ sklerotisk nervsjukdom som leder till att de nervceller som styr kroppens muskler gradvis förtvinar. Den är den vanligaste sjukdomen i gruppen motorneuronsjukdomar. Sjukdomen orsakar tilltagande kraftnedsättning följt av borttynande muskler och slutligen generell förlamning. Den direkta dödsorsaken är ofta förlorad andningsförmåga.

## Historia och namn

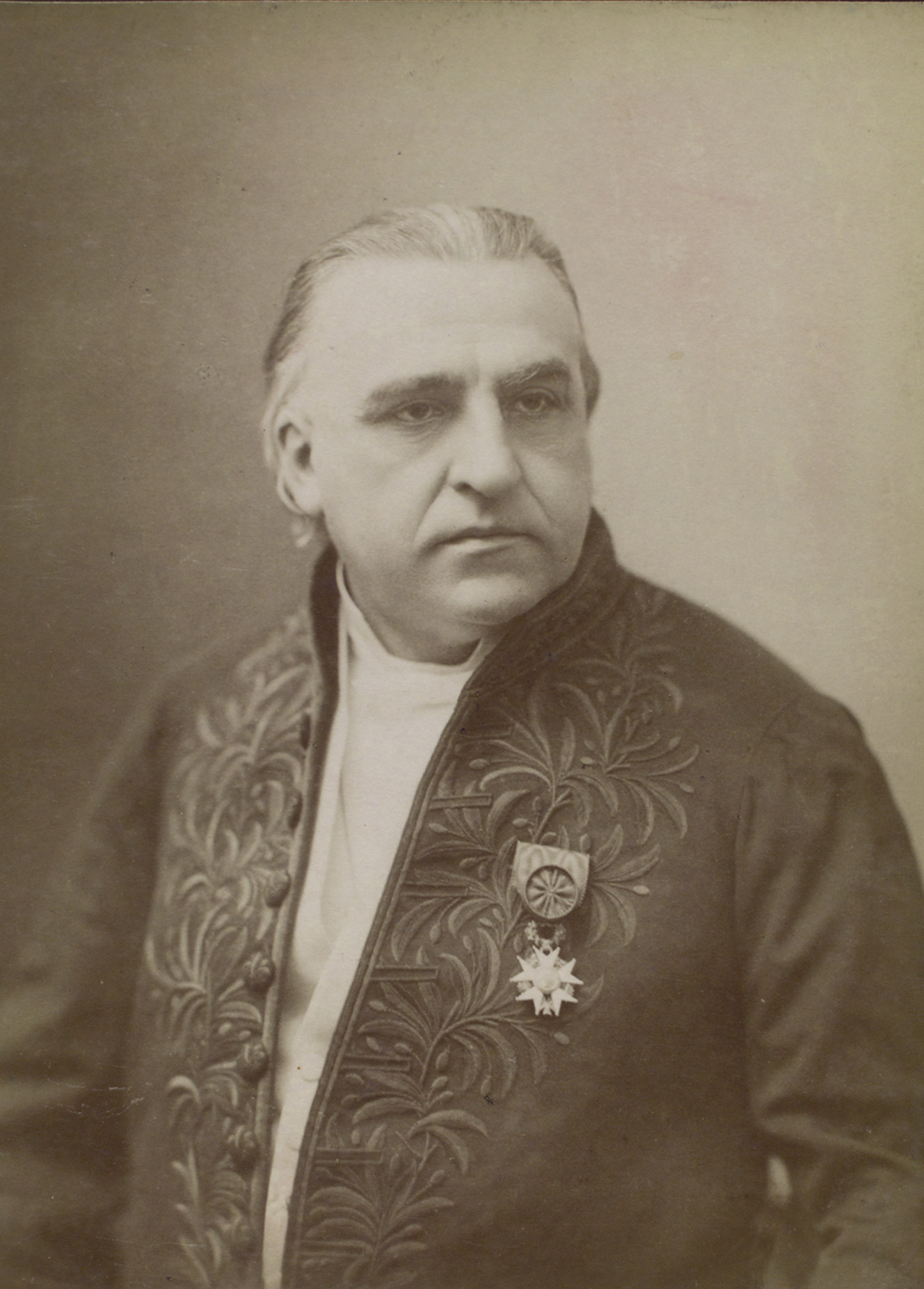
Jean-Martin Charcot myntade termen amyotrofisk lateralskleros under 1800-talets andra hälft.

Sjukdomen har beskrivits så tidigt som 1830 av den engelske läkaren och anatomen Charles Bell. Den franske neurologen Francois Aran beskrev ytterligare fall år 1850 och gav sjukdomen beteckningen "progressiv muskelatrofi". Den franske neurologen Jean-Martin Charcot beskrev sjukdomen mer detaljerat under 1800-talets andra hälft. Charcot definierade sjukdomen år 1869 som en förlamningssjukdom. Charcot var den som gav sjukdomen namnet sclérose latérale amyotrophique (amyotrofisk lateralskleros). Det första kända fallet av ALS i Norden var Johannes Mörtsell i slutet av 1800-talet. I Nordamerika är sjukdomen även känd som Lou Gehrig's disease efter basebollspelaren Lou Gehrig, som 1939 drabbades av ALS.
Sjukdomens namn, a-myo-trofisk lateral-skleros, är bildat från nylatinets med vad som ursprungligen är grekiska ord. Prefixet a- betyder "negativ" och anger att något saknas; termen myo betyder "muskel" och trofi betyder "näring" det vill säga impulser från nervsystemet. Lateral- betyder "sido-" och skleros betyder "förhårdnad"; de båda används för att det är de yttre delarna av ryggmärgen eller hjärnstammen som förhårdnar.

## Symtom
Oftast börjar sjukdomen med svaghet i en arm eller ett ben för att sedan under loppet av några månader sprida sig till hela kroppen. I cirka 25 procent av fallen kommer istället de första symtomen från mun och svalg med påverkan på tal- och sväljförmåga. Ofta ser man dessutom muskelförlamningar, pareser, muskelkramper och muskelryckningar, spasmer. Några patienter utvecklar onormalt starka humörsvängningar och det finns också en något ökad risk för demens. Däremot påverkas känsel och andra sinnesfunktioner normalt inte.
Hälften av patienterna avlider inom 3 år och ytterligare 25 procent avlider inom 5 år efter de första symtomen. Med hjälp av en respirator kan man uppskjuta döden men detta fungerar bara så länge hjärtat är starkt nog att orka pumpa.  Många patienter väljer dock att avstå från respiratorstöd. 

## Diagnostik
Diagnosen ställs med hjälp av klinisk undersökning och EMG. I utredningen brukar också ingå blodprover, lumbalpunktion och magnetkameraundersökning av hjärna och/eller ryggmärg för att helt utesluta andra orsaker till symtomen.
Genomsnittsåldern vid ALS-diagnos är 55 år även om sjukdomen kan börja i alla åldrar. Internationellt har sjukdomen uppskattats drabba två till fyra personer på 100 000 invånare. I Sverige får drygt 220 personer diagnosen per år. Två av tre patienter är män.

## Orsak

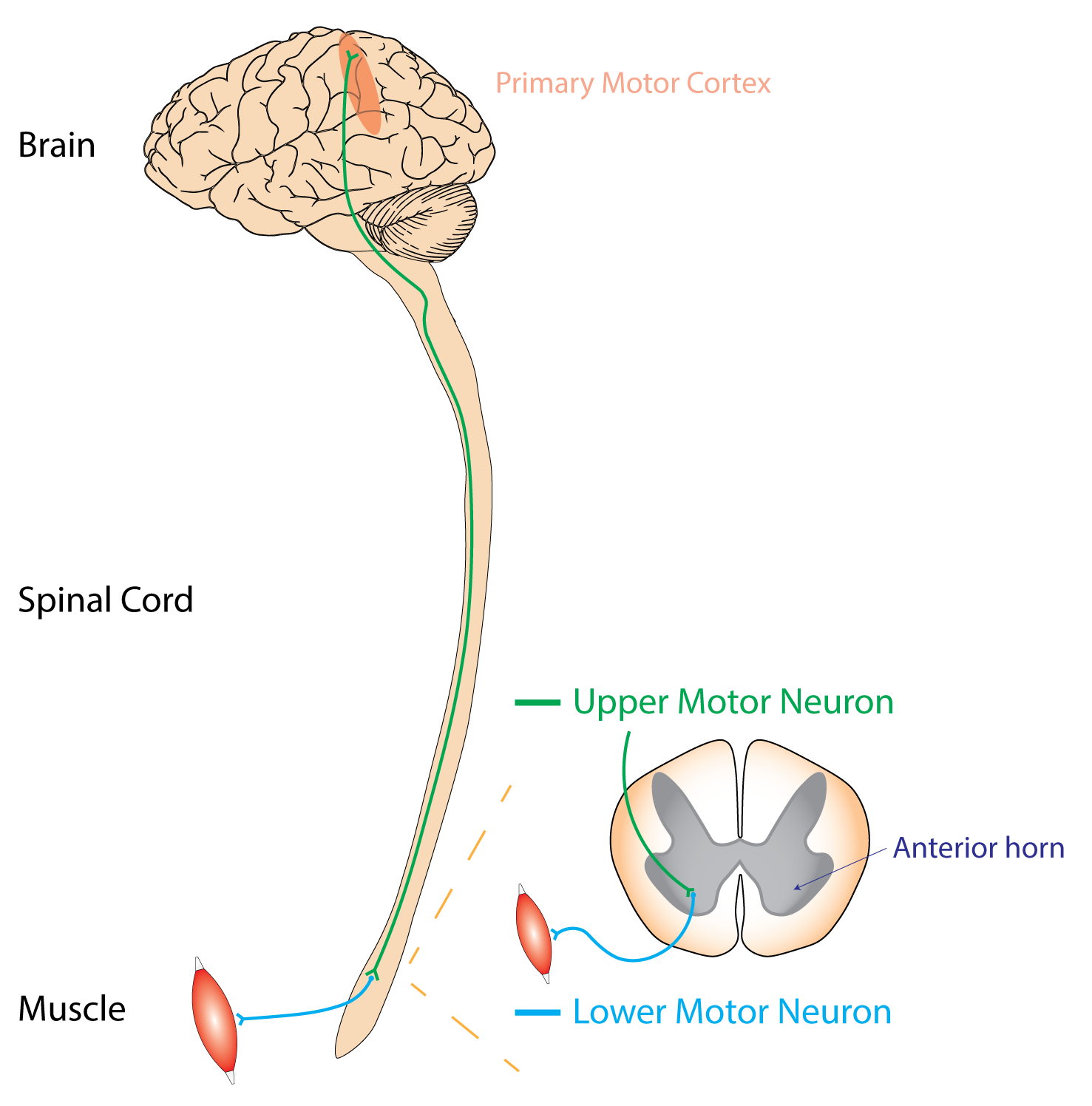
Den vanligaste formen av ALS/motorneuronsjukdom involverar neuron i hjärnan (övre motorneuron) och i ryggmärgen (nedre motorneuron).

Symtomen beror på celldöd i motorneuron i kortex (hjärnbarken) och ryggmärg. Förändringarna i de yttre (laterala) delarna av ryggmärg eller hjärnstam innebär en vid obduktion synlig vävnadsförhårdning (skleros), vilken har givit upphov till sjukdomens namn.
Orsaken till ALS är okänd. Både arv och miljö verkar påverka insjuknandet i ungefär lika stor utsträckning.

### Genetik
I omkring 10 procent av fallen finns det en ärftlig komponent, så kallad "familjär amyotrofisk lateralskleros". Dessa fall brukar ofta insjukna tidigare och ha ett långsammare förlopp. Resterande 90 procent är "sporadiska", det vill säga de uppstår spontant.

### Miljö
Det finns ingen entydig förklaring till sjukdomens uppkomst. En förklaring är ett felaktigt upptag av signalsubstansen glutaminsyra (glutamat) av celler i centrala nervsystemet. Effekten blir förhöjda nivåer av glutamat, vilket innebär en utdragen retning av och skador på motorneuronen. En annan förklaring är att det finns en ökad produktion av och/eller minskat skydd mot reaktiva ämnen, populärt kallade fria radikaler. Dessa ämnen kan skada motorneuron. Ytterligare en förklaring är att proteiner i det centrala nervsystemet har högre benägenhet att felaktigt klumpa ihop sig till aggregat. Dessa aggregat kan bland annat reta immunförsvaret att reagera mot nervvävnaden, vilket kan innebära att motorneuron kan skadas. 
Andra förklaringar har också diskuterats såsom tungmetaller, virus (HERV-K med flera) och exponering för mögel . 2002 till 2004 lade den kända neurologen och författaren Oliver Sacks fram en uppmärksammad teori som går ut på att en variant av ALS på Guam är kopplad till en biomagnifikation (det vill säga halterna stiger högre upp i näringskedjan) av växttoxinet BMAA. Det är dock oklart om detta toxin kan ha någon relevans för ALS utanför Guam, även om det påvisar att sjukdomen kan vara starkt miljöbetingad.
Flera vetenskapliga studier  har funnit statistiska samband mellan ALS och bekämpningsmedel i vissa jordbruksprodukter. Av de olika teorierna att tyda är det mycket sannolikt att sjukdomen inte har en enskild orsak utan att många olika miljöfaktorer kan trigga igång sjukdomen.

## Behandling

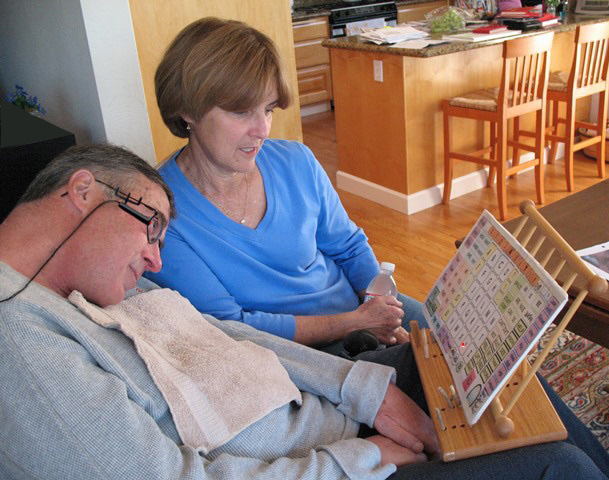
En man med ALS kommunicerar med sin fru genom att peka på bokstäver och ord med en laserpekare monterad på huvudet.

Det finns inget botemedel. Läkemedelet riluzol kan hos vissa patienter förlänga den genomsnittliga livslängden något tror man. Behandling riktas in på att lindra symtomen. Sväljningssvårigheter kan behandlas genom att man lägger in PEG så att mat kan ges direkt in i magsäcken. Andningssvårigheter kan lindras med hemventilator med andningsmask. Fysioterapi, arbetsterapi, hjälpmedelsanpassning, smärtlindring och psykologiskt stöd för patient och anhöriga är andra viktiga uppgifter för ALS-team.

## Några kända personer som fått ALS
- Jason Becker, gitarrist
- Maria Eggers, svensk skådespelare
- Maj Fant, författare
- Lou Gehrig, amerikansk basebollspelare
- Stephen Hawking, fysiker (en av dem som levde längst med sjukdomen)
- Stephen Hillenburg, amerikansk animatör, skapare av Svampbob Fyrkant
- Björn Natthiko Lindeblad, svensk civilekonom, föreläsare och före detta buddhistmunk
- Ulla-Carin Lindquist, nyhetsankare
- Johannes Mörtsell, svensk präst och riksdagsman
- Mike Porcaro, amerikansk musiker (basist)
- Börje Salming, svensk ishockeyspelare
- Håkan Sundin, bandyspelare, förbundskapten
- Mao Zedong, kinesisk statsman
- Bertil Gardell, svensk professor i psykologi
- Jesper Björkman, svensk fotbollsspelare
- Jane Cederqvist, svensk simmerska
- Stefan Nilsson, svensk kompositör

### Om ALS av ALS-drabbade
- Maj Fant Klockan saknar visare. Natur & Kultur 1994. ISBN 9127042375.
- Ulla-Carin Lindquist Ro utan åror. En bok om livet och döden. Norstedts 2013. ISBN 9789113052021.
- Björn Natthiko Lindeblad samt Caroline & Modiri Bankler Navid Jag kan ha fel och andra visdomar från mitt liv som buddhistmunk. Bonnier Fakta 2020. ISBN 9789178871865.

### Om ALS av andra
- Dahlbäck, Carl. 2014. Ett långsamt farväl : om C och kärleken i skuggan av ALS. Libris Förlag. ISBN 9789173873888.
- Dahlbäck, Carl. 2012. 40 betraktelser om C. PaperTalk. ISBN 9789175330013.
- Döhl, Inger. 2021. Arne och jag - på vinglig färd genom vårdkarusellen.
- Gustafsson, Annica & Vrevic, Zerija. 2021. ALS ur ett närståendeperspektiv. Litteraturstudie baserad på självbiografier. C-uppsats, Institutionen för hälsooch vårdvetenskap, Linnéuniversitetet.
- Hernqvist, Annika & Hoppe, Sofia. 2013. Att leva med ALS. Konsten att fånga dagen. Kanditatuppsats, Institutionen för vårdvetenskap, 2013:68, Högskolan i Borås.]
- Holm, Anna. 2007. Att leva solvänd : en bok om Vibeke och ALS. Books on demand. ISBN 9789189370500.
- Kjellqvist, Ann. 2020. Där vitsipporna blommar. Visto Förlag. ISBN 9789178852123.
- Klint, Elisbeth O. 2020. Innan man vet. Ekström Garay. ISBN 9789189217157.
- Malmsten, Petra. 2019. Dialog med en ängel. ISBN 9789175655000.
- Wallesjö, Christel. 2017. Blommiga tapeter. Books on demand. ISBN 9789177850830,